# Operacja Nordwind
Operacja Nordwind (niem. Unternehmen Nordwind, pol. operacja Północny Wiatr) – niemiecka ofensywa, przeprowadzona w styczniu 1945 roku w Alzacji, mająca na celu odciążanie jednostek walczących w Ardenach i umożliwienie im wyrwania się z okrążenia.

## Cele
Podczas odprawy w swoim kompleksie dowodzenia w Adlerhorst 28 grudnia 1944 r. (trzy dni przed rozpoczęciem operacji Nordwind) Adolf Hitler oświadczył dowódcom dywizji: 

Ten atak ma bardzo jasny cel, jakim jest zniszczenie sił wroga. Tutaj nie ma miejsca na skrupuły. Chodzi o zniszczenie i eksterminację sił wroga, gdziekolwiek je znajdziemy.

Celem ofensywy było przełamanie linii obrony amerykańskiej 7 Armii i 1 Armii Francuskiej w Wogezach i na Równinie Alzackiej oraz ich zniszczenie, a także zajęcie Strasburga, które Reichsführer-SS Heinrich Himmler obiecał zająć do 30 stycznia. Utworzyłoby to drogę do operacji Zahnarzt (niem. Unternehmen Zahnarzt), planowanego poważnego uderzenia na tyły amerykańskiej 3 Armii, co miało doprowadzić do jej zniszczenia.

## Ofensywa
31 grudnia 1944 r. Grupa Armii G dowodzona przez generała-pułkownika Johannesa Blaskowitza oraz Grupa Armii Oberrhein („Górny Ren”) dowodzona przez Reichsführera-SS Heinricha Himmlera rozpoczęła zmasowaną ofensywę na słabo obsadzonym, rozciągniętym na długości 110 kilometrów odcinku frontu, za który była odpowiedzialna amerykańska 7 Armia. Operacja Nordwind wkrótce miała postawić w trudnej sytuacji osłabioną 7 Armię, która na rozkaz generała Dwighta Eisenhowera od połowy grudnia odsyłała żołnierzy, sprzęt i zapasy na północ, aby wzmocnić wojska amerykańskie w walczące w Ardenach.
Tego samego dnia, kiedy armia niemiecka rozpoczęła operację Nordwind, Luftwaffe wysłało prawie 1000 samolotów jako wsparcie. Ta ostatnia już w tej wojnie próba uziemienia sił powietrznych aliantów, znana jako operacja Bodenplatte, zakończyła się niepowodzeniem bez osiągnięcia żadnego z jej kluczowych celów.
Początkowy atak w ramach operacji Nordwind został przeprowadzony przez trzy korpusy 1. Armii Niemieckiej, przy czym do 9 stycznia również XXXIX Korpus Pancerny był mocno zaangażowany. Do 15 stycznia w walkach uczestniczyło co najmniej 17 dywizji niemieckich z Grupy Armii G i Grupy Armii Oberrhein, w tym 6 Dywizja Górska SS Nord, 17 Dywizja Grenadierów Pancernych SS „Götz von Berlichingen”, 21 Dywizja Pancerna i 25. Dywizja Piechoty. Kolejny mniejszy atak miał miejsce na francuskie pozycje na południe od Strasburga, ale ostatecznie został zatrzymany. Amerykański VI Korpus, który wziął na siebie główny impet niemieckiego uderzenia, walczył atakowany z trzech stron do 15 stycznia.
125 Pułk 21 Dywizji Pancernej pod dowództwem pułkownika Hansa von Lucka miał za zadanie zerwanie amerykańskiej linii zaopatrzeniowej do Strasburga poprzez przecięcie wschodniego podnóża Wogezów w północno-zachodniej części naturalnej osady w zakolu rzeki Ren. 7 stycznia von Luck zbliżył się do linii Maginota na południe od Wissembourga w pobliżu wiosek Rittershoffen i Hatten. Przywitał go ciężki ostrzał ze strony amerykańskiej 79. Dywizji Piechoty, 14. Dywizji Pancernej oraz elementów 42. Dywizji Piechoty. Jednak 10 stycznia oddział von Lucka wdarły się do wiosek. Rozpoczęły się dwa tygodnie ciężkich walk. Niemcy i Amerykanie zajmowali przeciwległe narożniki wsi, podczas gdy cywile schronili się w piwnicach. Von Luck wspominał później, że walki w Rittershoffen były „jedną z najtrudniejszych i najbardziej kosztownych bitew, w jakich kiedykolwiek brał udział”.
Eisenhower, obawiając się całkowitego zniszczenia 7 Armii, przerzucił i tak już zmęczone walkami dywizje z Ardenów na południowy wschód, ponad 100 km dalej, aby wzmocnić 7. Armię. Jednak ich przybycie opóźniło się i 21 stycznia, praktycznie wyczerpawszy zapasy i amunicję, dowództwo armii nakazało wyczerpanym 79. i 14. Dywizji wycofać się z Rittershoffen i zająć nowe pozycje na południowym brzegu rzeki Moder.
25 stycznia niemiecka ofensywa została zatrzymana po tym, jak amerykański 222 pułk piechoty powstrzymał atak w pobliżu Haguenau, zdobywając w ten sposób Presidential Unit Citation. Tego samego dnia zaczęły przybywać posiłki z Ardenów. Niemiecka ofensywa zakończyła się porażką, Strasburg został uratowany, ale siły wroga zamknięte w kotle kolmarskim jeszcze przez półtora miesiąca stanowiły zagrożenie.